# Ryszarda Hanin

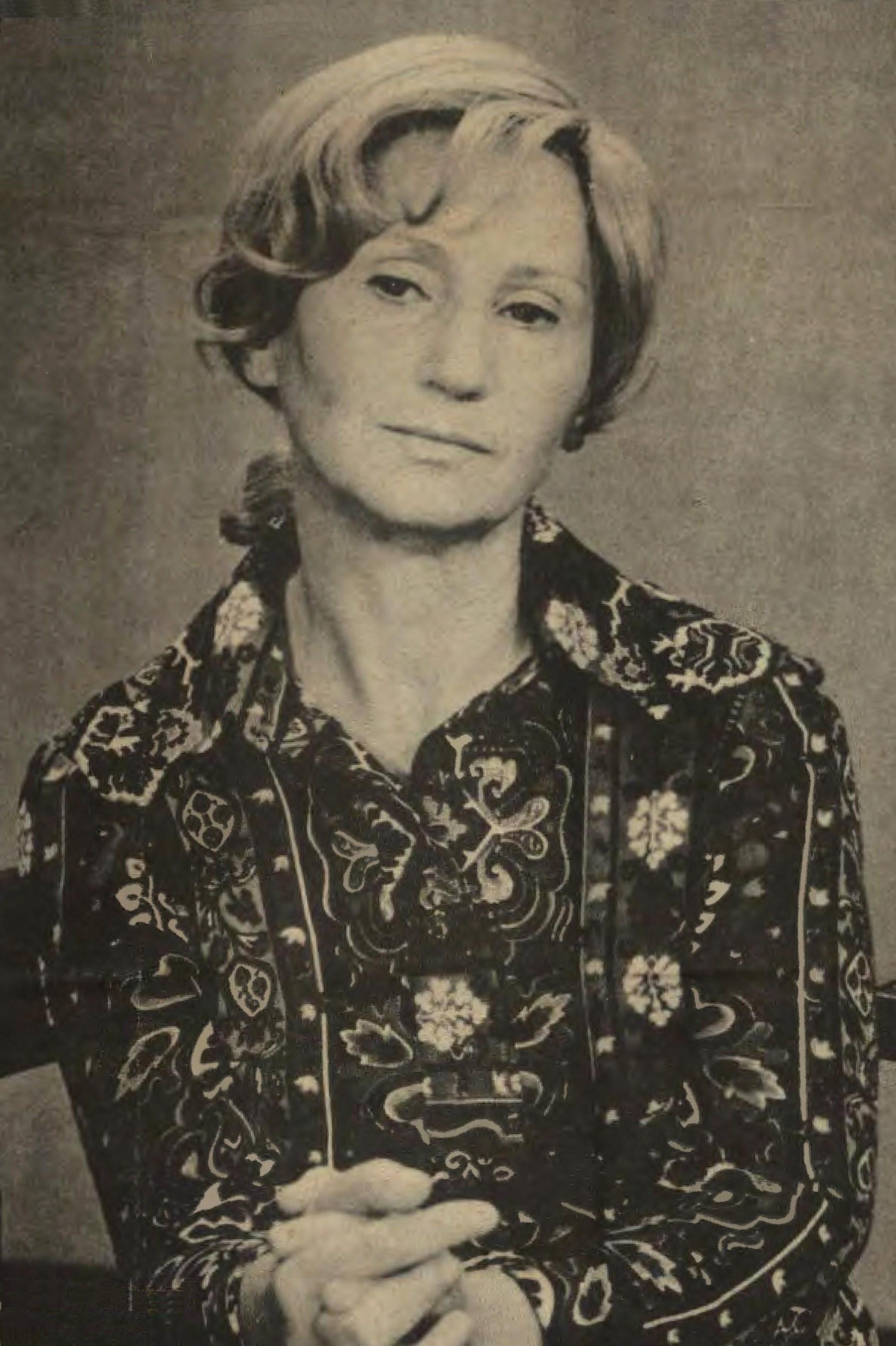
Ryszarda Hanin

Ryszarda Hanin (eigentlich Szarlota Hahn; * 30. August 1919 in Lemberg, Zweite Polnische Republik, heute Ukraine; † 1. Januar 1994 in Otwock, Polen) war eine polnische Schauspielerin, Pädagogin, Hochschullehrerin und Regisseurin.

## Leben
Sie wurde in Lemberg in eine wohlhabende und polonisierte jüdische Familie geboren. Ihr Vater Józef war Industrieller und Bahnbeamter und ihre Mutter war Hausfrau. Sie hatte einen zehn Jahre älteren Bruder namens Leonard, der Psychiater wurde. Hanin selbst wollte Krankenschwester werden. Sie besuchte die Private Mädchenschule, benannt nach Adam Mickiewicz. Darüber hinaus nahm sie Tanzunterricht, hatte einen Eislauflehrer, lernte Gesang und trat bei Amateuraufführungen auf. Nach dem Abitur 1937 ging sie nach Paris, wo sie zwei Jahre lang an der Sorbonne französische Literatur studierte und gleichzeitig Charles Dullins Studio am Théâtre de l'Atelier besuchte.
Im August 1939 kam sie zum Urlaub nach Lemberg, doch dann brach der Zweite Weltkrieg aus. Sie arbeitete im Waisenhaus und war dann Statistin in „Krakowiacy i górale“ am Polnischen Dramatischen Theater. Nach dem Einmarsch der Deutschen in Lwiw wurde sie gemeinsam mit ihrem Mann, dem Dichter Leon Pasternak (die beiden heirateten am 5. März 1940), tief in die UdSSR evakuiert, wo sie Sprecherin der polnischen Sektion der ZPP in Saratow und Kuibyschew und später Mitbegründerin und Schauspielerin des Theaters der 1. Division wurde. Ihr Debüt an diesem Theater gab sie 1944 als Aniela in „Maidens‘ Vows“ von Aleksander Fredro. Im selben Jahr erfuhr sie, dass ihr Bruder zusammen mit dem gesamten Krankenhauspersonal im Stadtteil Kulparkovo von Lemberg erschossen worden war.
Anschließend trat sie am Teatr Wojska Polskiego in Łódź auf, wo sie im März 1945 die externe Schauspielprüfung ablegte. 1949 zog sie nach Warschau, wo sie am Polnischen Theater (1949–1954 und 1957–1963) und am Dramatyczny-Theater (1954–1957 und von 1963 bis zu ihrem Tod) spielte. Sie trat auch als Gast in anderen Theatern auf. Von 1951 bis zu ihrem Tod im Jahr 1994 war sie Dozentin an der Staatlichen Hochschule für Theater in Warschau und in den Jahren 1966 bis 1969 Prodekanin der Fakultät für Schauspiel dieser Schule. 1966 legte sie das Fernexamen als Regisseurin ab. 1956 trennte sie sich von ihrem Mann und war anschließend 16 Jahre lang mit dem Schauspieler Jan Matyjaszkiewicz liiert.
Sie wurde Mitglied des Ehrenkomitees zur Feier des 70. Jahrestages der Wiedererlangung der Unabhängigkeit Polens am 11. November 1988 unter dem Vorsitz des Ersten Sekretärs des Zentralkomitees der Polnischen Vereinigten Arbeiterpartei, Armeegeneral Wojciech Jaruzelski.
In den letzten Lebensjahren war sie schwer erkrankt, dennoch trat sie bis zuletzt im Theater auf. Am 31. Dezember 1993 verließ sie für einen Tag das Sanatorium in Świder (einem Stadtteil von Otwock) und kam nach Warschau, um Silvester mit ihren Freunden zu verbringen. Sie verstarb plötzlich am Abend des 1. Januar 1994 nach ihrer Rückkehr in das Sanatorium. Begraben ist sie auf dem Powązki-Militärfriedhof (Abschnitt A3 tuje-1-17).
1991 gewann sie beim Polnischen Film Festival den Preis als Beste Hauptdarstellerin für Jeszcze tylko ten las.

## Filmografie
- 1946: Dwie godziny
- 1947: Nawrócony
- 1965: Podziemny front
- 1966: Don Gabriel
- 1969: Zbrodniarz, który ukradł zbrodnię
- 1970: Przystań
- 1970: Die Romantischen (Romantyczni)
- 1971: Antek
- 1971: Brylanty pani Zuzy
- 1972: Opowieść
- 1973: Ciemna rzeka
- 1973: Drzwi w murze
- 1974: Najważniejszy dzień życia
- 1974: Vergiß deinen Namen nicht (Zapamiętaj imię swoje)
- 1975: Niespotykanie spokojny człowiek
- 1975: Nächte und Tage (Noce i dnie)
- 1976: Polskie drogi
- 1976: Przepłyniesz rzekę
- 1976: Zofia
- 1977: Noce i dnie
- 1977: Żołnierze wolności
- 1978: Płomienie
- 1978: Über sieben Brücken mußt du gehn
- 1979: Gwiazdy poranne
- 1980: Panienki jako chora
- 1981: Biłek jako Karolina, siostra Ignacego
- 1981: Errata, czyli sceny pokutne w nowych osiedlach
- 1981: Ryś
- 1982: Coś się kończy
- 1982: Śpiewy po rosie
- 1983: Sexmission (Seksmisja)
- 1983: Wedle wyroków twoich…
- 1984: 07 zgłoś się
- 1984: Kobieta z prowincji
- 1984: Umarłem, aby żyć
- 1985: Rośliny trujące
- 1985: Zdaniem obrony
- 1986: Inna wyspa
- 1987: Rzeka kłamstwa
- 1988: Bliskie spotkania z wesołym diabłem
- 1988: Przyjaciele wesołego diabła
- 1989: Deja vu
- 1989: Janna (Janka)
- 1991: Jeszcze tylko ten las
- 1992: Naprawdę krótki film o miłości, zabijaniu i jeszcze jednym przykazaniu
- 1993: Żywot człowieka rozbrojonego